# Roca Alta (Albanyà)
El Roca Alta és una muntanya de 507 metres que es troba entre els municipis d'Albanyà i de Sant Llorenç de la Muga, a la comarca catalana de l'Alt Empordà.